# Sphagnum kushiroense
Sphagnum kushiroense är en bladmossart som beskrevs av H. Suzuki 1958. Sphagnum kushiroense ingår i släktet vitmossor, och familjen Sphagnaceae. Inga underarter finns listade i Catalogue of Life.